# La posta di Fiore
La posta di Fiore è stato un programma televisivo trasmesso su Super! dal 23 maggio al 17 ottobre 2016 condotto da Fiore Manni. Si trattava di uno spin-off del programma Camilla Store.

## Edizioni
La prima edizione è stata trasmessa dal 23 maggio al 10 giugno 2016; l'ultima puntata è stata trasmessa il 17 ottobre successivo.
| Edizione | Inizio          | Fine            | Rete televisiva | Puntate | Giorno | Conduzione  |
| -------- | --------------- | --------------- | --------------- | ------- | ------ | ----------- |
| 1        | 23 maggio 2016  | 10 giugno 2016  | Super!          | 15      | Lunedì | Fiore Manni |
| 1        | 17 ottobre 2016 | 17 ottobre 2016 | Super!          | 1       | Lunedì | Fiore Manni |